# Virgilio Savona
Virgilio Savona (Palermo, 21 de diciembre de 1919-Milán, 27 de agosto de 2009) fue un cantante, pianista y compositor de nacionalidad italiana, conocido por ser uno de los componentes del grupo Quartetto Cetra, formado junto a Tata Giacobetti, Felice Chiusano y Lucia Mannucci, con la cual estaba casado.

## Biografía
Nacido en Palermo, Italia, su nombre completo era Antonio Virgilio Savona. Virgilio Savona nació 1919 pero, como práctica común en la época para retrasar su llamada al servicio militar, se registró como fecha de nacimiento el 1 de enero de 1920.
La carrera artística de Savona se inició pronto. En 1926, con seis años, empezó a estudiar música bajo la guía de la profesora Renata Paroni. Dos años más tarde entró en un coro, y a los diez años debutó en la radio tocando una canción al piano en el programa Il Giornalino del Fanciullo.
Terminados sus estudios en el liceo, Savona se inscribió en el Conservatorio de Santa Cecilia, en Roma, donde estudió piano.

### El Quartetto Cetra
En 1940, con ocasión de un espectáculo estudiantil organizado por Agenore Incrocci en el Teatro Valle de Roma, conoció a los miembros del grupo musical Quartetto Egie. Primero fue su maestro musical y, unos meses más tarde, entró en el grupo en sustitución de Iacopo Jacomelli. A partir de entonces la formación pasó a llamarse Quartetto Ritmo, cambiando un año después a Quartetto Cetra.
El 19 de agosto de 1944 se casó con la cantante Lucia Mannucci, con la cual tenía un hijo, Carlo. Mannucci ingresó en 1947 en el Quartetto Cetra sustituyendo a Enrico De Angelis. Junto con su marido, ella participó en el doblaje del film Hans Christian Andersen.
En el Quartetto Cetra, Savona fue, además de cantante, compositor y arreglista de la música que acompañaba a los textos de Tata Giacobetti, otro de los componentes del grupo. De la colaboración a lo largo de cuarenta años entre Giacobetti y Savona nacieron centenares de canciones del Quartetto Cetra.
Savona fue también autor de la música y el guion de diferentes programas televisivos y radiofónicos, además de escribir también para el teatro y el cine. En los años 1970 fue muy activo como pianista, director de orquesta, arreglista y productor discográfico.
A partir de finales de los años 1960 también llevó a cabo una labor de investigación de la canción popular, publicando (junto a Michele L. Straniero) varios libros sobre el repertorio tradicional italiano, además de continuar con la edición de I Dischi dello Zodiaco, sello discográfico fundado por él, e integrado en la discográfica Vedette.

### Período "comprometido"
Entre sus variadas colaboraciones figuran el álbum Sexus et politica (1970) con canciones escritas por Giorgio Gaber que incluían textos de varios poetas latinos, entre ellos Ovidio. 
En la época en la que aparecían los cantautores, escribió numerosas canciones muy diferentes de las de su repertorio habitual, menos famosas pero comprometidas con la política y los ideales, como por ejempio Angela, dedicada a la activista afroamericana comunista Angela Davis, detenida injustamente en esos años. La canción fue escrita por Tata Giacobetti y Virgilio Savona y grabada por el Quartetto Cetra.
En 1971 el Quartetto trabajó en el programa Stasera sì, con la dirección musical de Mario Bertolazzi; en el transcurso del episodio del 7 de noviembre el Quartetto presentó Angela, y al día siguiente Felice Chiusano recibió un mensaje, casi amenazador, de un extraño criticando dicha canción. Chiusano contó lo sucedido a Savona, que se inspiró para componer la canción irónica Sono cose delicate.
Savona publicó en 1972 un álbum con canciones compuestas y escritas por él titulado È lunga la strada, que nuevamente rebelaba un Virgilio Savona bastante diferentes del televisivo, endulzado y alma mater del viejo e irónico Quartetto Cetra. La canción Il testamento del parroco Meslier se retoma el increíble texto - uno de los más violentos y lúcidos ataques al Antiguo Régimen y a la religión cristiana (considerada como el punto de apoyo de la tiranía) - escrito por el sacerdote francés materialista, ateo, protocomunista y revolucionario Jean Meslier (1664-1729). En cambio, el tema titulado La merda trata de rehabilitar irónicamente al natural producto corporal, que decía injustamente asociado, con intención denigrante, a cosas y personas mucho peores. Ambas canciones, raramente emitidas por la televisión, pueden encontrarse en YouTube.

### Últimos años
Savona también se dedicó a la producción discográfica, descubriendo a artistas como Jemima (produciendo el álbum Un nome, un senso) y Dania Colombo (con el álbum Son sempre io la donna).
En 1990 contribuyó, junto a otros varios autores, a la redacción de la Enciclopedia della canzone italiana, publicada por Armando Curcio Editore. Además, en 1991 escribió el libro autobiográfico Gli indimenticabili Cetra, publicado por Sperling & Kupfer. Tres años después fue uno de los redactores de la enciclopedia Canzoni Italiane, editada por Fratelli Fabbri Editori.
Savona fue galardonado en el año 2000 con el Premio Pippo Barzizza en reconocimiento a su carrera como arreglista y compositor.
En 2004 editó la colección Frusciati con brio, compuesta por 57 antiguas grabaciones del Quartetto Cetra. Junto a su esposa, en el año 2007 publicó el álbum Capricci, un conjunto de canciones grabadas en su casa.
Virgilio Savona falleció en 2009 en Milán, Italia, a causa de las complicaciones surgidas por una enfermedad de Parkinson, de la cual llevaba años afectado. Organizada por el municipio de Milán, el 31 de agosto fue instalada en el Teatro dal Verme su cámara ardiente. Al término de la ceremonia, sus restos fueron incinerados.

## Discografía como solista

### Álbumes
- 1970 : Cantilene, filastrocche e ninne nanne (Vedette, VPA 8092; con Lucia Mannucci)
- 1970 : Pianeta pericoloso (Vedette, VPA 8100; con Corrado Pani)
- 1972 : È lunga la strada (Vedette, VPA 8163)
- 1973 : Alla fiera de Mastr'André (Vedette, VPA 8176; con Lucia Mannucci)

### Singles
- 1973 : Filastrocche in cielo e in terra (Vedette, VPA 8170; con Lucia Mannucci)

## Selección de su filmografía
- 1949 : Maracatumba... ma non è una rumba, de Edmondo Lozzi
- 1960 : Ferragosto in bikini, de Marino Girolami
- 1961 : La ragazza sotto il lenzuolo, de Marino Girolami